# Coração Disparado
O Coração Disparado é uma obra de poesia da escritora brasileira Adélia Prado. Vencedora do Prêmio Jabuti, na categoria Poesia, no ano de 1978, a obra consagrou a autora como a voz mais feminina da poesia brasileira. Nele, Adélia Prado aprofunda um dos temas que se tornariam marca de sua obra: a religiosidade.
Na obra,  a escritora dá vazão a uma poesia de relato pessoal e de revelação, a partir do ato de pensar o ser no mundo. Assim, partindo de si mesma, através de memórias e do cotidiano, tece reflexões sobre as singularidades que definem o tornar-se mulher.
"A Experiência religiosa é uma experiência poética. A poesia aponta para o mesmo lugar para onde a fé nos leva. São experiências de natureza comum. Tanto é verdade que a linguagem é  a mesma. Os textos míticos são paradoxos, falam por metáforas, porque falam o indizível. A poesia é a mesma coisa", explica Adélia.